# Claire Kelly Schultz
Claire Kelly Schultz (17 de novembre de 1924 - 28 de maig de 2015) va ser capdavantera en el desenvolupament primerenc de sistemes automatitzats de recuperació d'informació i de ciències de la informació.
Com a documentalista, va ser reconeguda per la seva feina en la construcció de tesaurus i sistemes d'indexació automàtica assistida per màquines, amb tècniques innovadores per a la recuperació d'informació mitjançant targetes perforades.
Mentre treballava com a bibliotecària a l'empresa química Merck, Sharp i Dohme, "va desenvolupar un sistema que funcionava amb targetes i que emprava la lògica booleana per a la recuperació d'informació. El primer cop que va fer servir las targetes perforades va ser amb el sistema Mooers Zator." La qual cosa ha estat considerada com una "transició en l'ús d'aquelles targetes cap a l'ús dels ordinadors en la recuperació d'informació."

## Biografia
Claire Kelly va néixer el 17 de novembre de 1924 a Etters, Pennsilvània. Els seus pares van ser Joseph i Mary (Ross) Kelly.
De petita va anar a una escola d'una única classe fins als 12 anys, quan va acabar el 8è grau. A l'edat de 13, la seva família es va traslladar a una granja propera a Linglestown, Pennsilvània. Allí es va fer càrrec de les tasques domèstiques i de la cura del bestiar. No obstant tota aquesta càrrega, va continuar assistint a l'escola. Als 15 anys, va començar a treballar per a una família com a cuinera i cangur dels nens; així va guanyar diners per a la universitat.
Als setze anys, acabats els seus estudis secundaris, va començar a anar al Juniata College. Va rebre una beca de quatre anys per a la matrícula i també treballava per a una família alemanya a canvi d'una habitació i del menjar, i així va obtenir el títol de Química i Biologia amb un "minor" en Matemàtiques el 1944, quan tenia 19 anys.
Com que Claire Schultz volia ser metge, va sol·licitar una plaça al Woman's Medical College de Pennsilvània, però no va ser acceptada a causa de la seva edat. Durant l'any següent, va treballar com a sanitària o ajudant de metges a l'hospital públic de Filadèlfia, a Byberry; així va formar part d'un programa dels Quaker, orientat a donar un tracte humà als malalts mentals. Allí va conèixer el seu futur marit, Wallace L. Schultz, un objector de consciència que també treballava com a sanitari. Es van casar el juny del 1945.
Més endavant, Claire va ser admesa al Woman's Medical College de Pennsilvània, on va assistir a classes entre els anys 1945-46. Poc temps després es va quedar embarassada del seu primer fill, per la qual cosa el degà la va acomiadar. Un cop nascut el nen, la parella va tornar a Filadèlfia, on el seu marit va començar a estudiar Literatura angles̝a; durant molt de temps ella va ser el suport econòmic de la família, mentre que el seu marit s'encarregava de tenir cura del fill i de les tasques domèstiques.

## Carrera professional

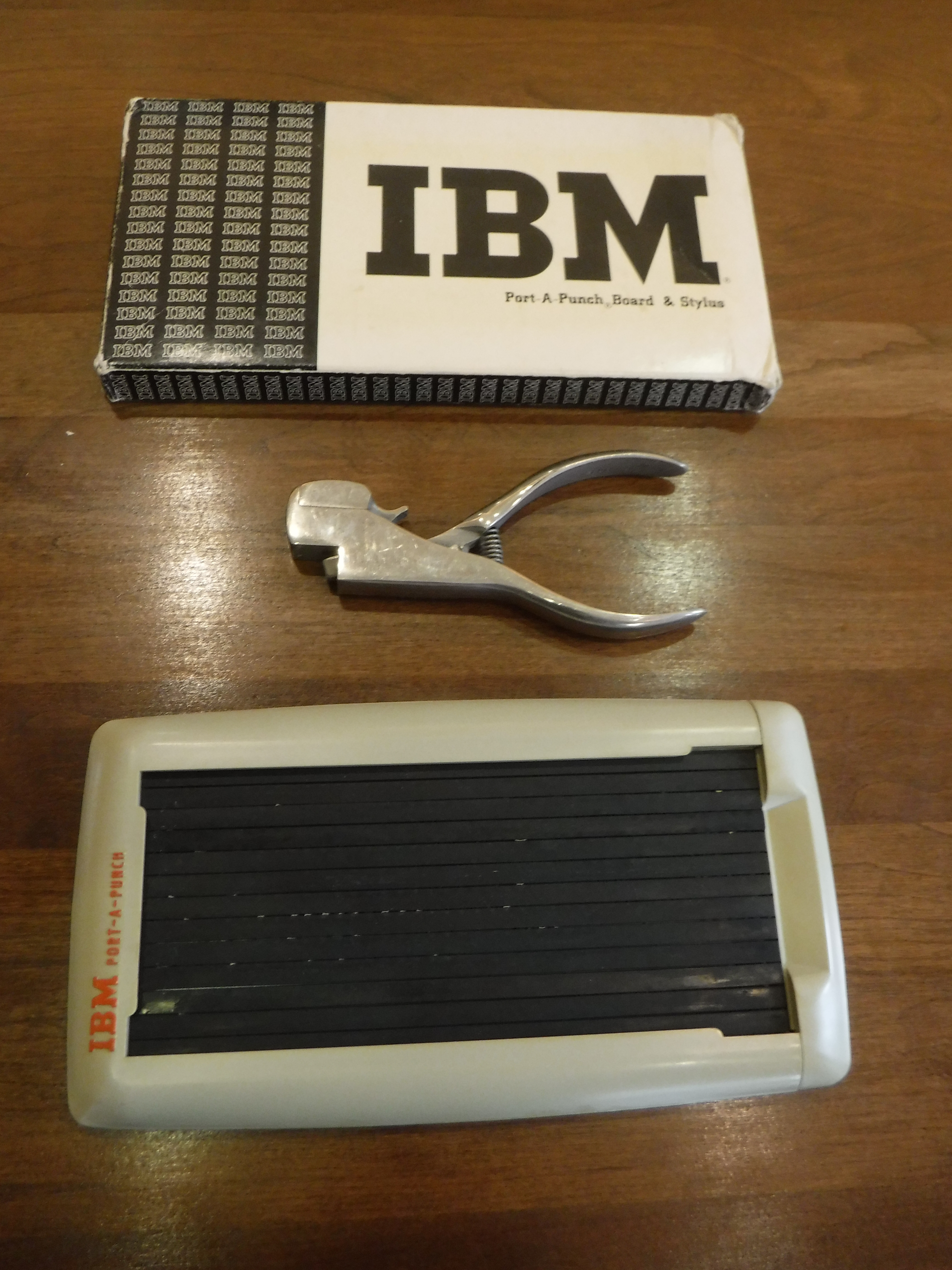
Targeta perforada de la IBM, col·lecció de Claire Schultz, Fundació de Patrimoni Químic.

Durant la seva carrera, va exercir com a consultora informàtica, bibliotecària, investigadora i professora.
Des del 1946 fins al 1948, Claire Kelly Schultz va treballar a l'Institut Wistar d'Anatomia i Biologia. Encara que havia estat contractada com a bibliotecària, ben aviat va passar a ser auxiliar de laboratori del Dr. Edmond J. Farris.
El 1948 va treballar com a bibliotecària a l'empresa química Sharp & Dohme (més tard, Merck, Sharp & Dohme) a Glenolden, Pensilvània. Allí va conèixer Calvin Mooers, un defensor del sistema d'indexació Zator. Influenciada per les idees de Mooers, Schultz va compilar un "diccionari de matèries" per indexar la terminologia emprada en revistes científiques per als científics de Sharp i Dohme.

Per altra banda, ella i Robert Ford van experimentar amb tècniques de cerca i l'ús del classificador Remington Rand i de la lògica booleana. Arran d'això, van convèncer l'empresa de llogar una màquina de la IBM, la IBM 101 (que el 1950 s'utilitzava només a l'Oficina del Cens) convençuts que es podia adaptar per fer cerques i fer-la servir amb les targetes perforades i la lògica booleana (AND, OR, NOT). A més, van fer servir el mètode de codificació químic del Centre de Coordinació Químic-Biològic del Consell de Recerca Nacional.

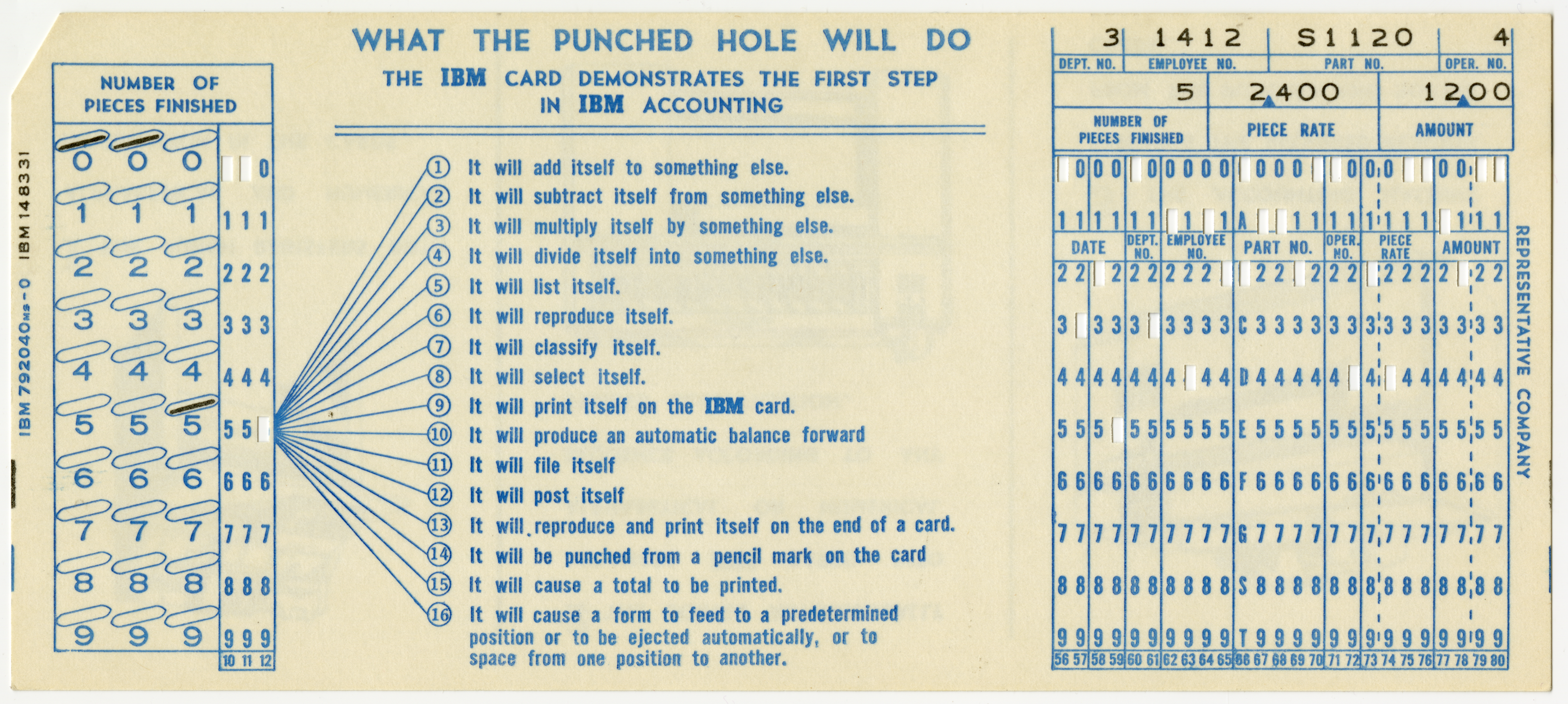
Targeta perforada de la IBM, col·lecció de Claire Schultz, Institut d'Història de la Ciència ("Science History Institute").

Claire Schultz també estudiava Biblioteconomia els caps de setmana i els vespres a la universitat Drexel. Amb l'ajut de Margaret Kehl, va presentar la seva tesi sobre la classificació bibliotecària. Va obtenir el seu títol de Biblioteconomia el 1952. John Mauchly, després d'una demostració de l'ús de la màquina IBM 101, li va oferir una feina quan ella estigués disponible. No obstant això, va seguir treballant als Laboratoris de Recerca Merck fins al 1957.
El 1957, Claire Schultz va deixar l'empresa química Sharp & Dohme per a unir-se a la Corporació Sperry Rand Univac, on treballava John Mauchly. No obstant això, l'asseguradora de l'empresa va refusar contractar-la, perquè estava embarassada. Durant la interinitat, va treballar en projectes bibliogràfics com ara Current Contents, amb Eugene Garfield. I després que el seu fill hagués nascut, va començar a treballar a la Corporació Sperry Rand, on va fer investigacions sobre la recuperació de la informació des del 1958 fins al 1961.
A principis del 1960, va participar en l'automatizació de l'Agència d'Informació Tècnica de Serveis Armats (ASTIA, en les seves segles en anglès). També va col·laborar en el desenvolupament de les especificacions per al sistema MEDLARS/MEDLINE de la Biblioteca Nacional de Medicina.

Des del 1961 fins al 1970 va treballar a l'Institut per a l'Avenç de la Comunicació Mèdica. També va impartir classes a les tardes i els vespres a la Universitat Drexel. Va ser la primera a oferir classes de "documentació", però amb el nom d'"Estratègies de Cerca", durant l'estiu del 1962. També va organitzar el programa de Biblioteconomia a la mateixa universitat, que el degà John F. Harvey va posar en marxa el 1963.

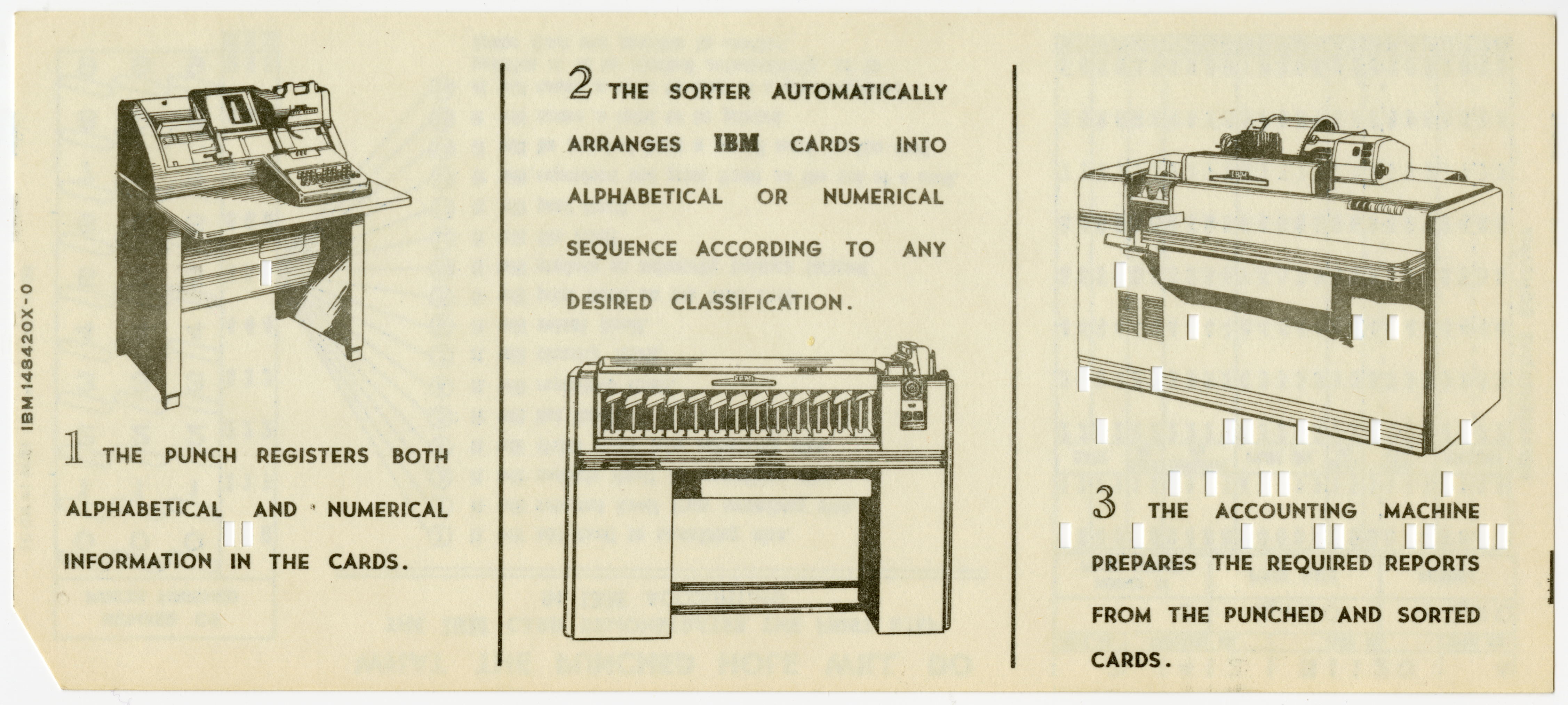
Targeta perforada de la IBM, col·lecció de Claire Schultz, Institut d'Història de la Ciència ("Science History Institute").

El 1962 va ser nomenada la primera presidenta de l'Institut Nord-Americà de Documentació (actualment, Associació de la Tecnologia i la Biblioteconomia). A més, també va participar en Information Science Abstracts, que va aparèixer el 1966.
Del 1973 al 1982 va ser professora de Biblioteconomia i directora de Biblioteques al Medical College de Pensilvània, on, a més, va ajudar a establir la Biblioteca de Medicina Florence A. Moore.
Va ser una de les primeres persones a intentar documentar la història de la biblioteconomia. Els seus escrits es troben al dipòsit de l'Institut Charles Babbage.
Havent experimentat l'inici de l'era de la informació, la seva visió sobre l'arribada d'internet era "un enorme paller sense forma, on calia trobar agulles", la qual cosa faria de les cerques en les bases de dades una tasca complexa.
Claire Schultz va morir d'Alzheimer, el 28 de maig del 2015.

## Premis
- Premi al mèrit, de l'ASIS, Associació per la Ciència i la Tecnologia de la Informació, 1980.[23]